# Fernando de Borja
 Fernando de Borja y Aragón (Lisboa, ca. 1583-Madrid, 28 de noviembre de 1665), III conde de Mayalde y príncipe de Esquilache, era un aristócrata español que sirvió como virrey de Aragón y de Valencia, y también en la Casa Real.

## Biografía

Escudo de armas del Ducado de Gandía de los Borja o Borgia.

### Origen familiar y primeros años
Fernando de Borja había nacido hacia 1583 en la ciudad de Lisboa, capital del entonces Reino de Portugal, siendo hijo de Juan de Borja y Castro, I conde de Mayalde, y de Francisca de Aragón y Barreto, I condesa de Ficalho, por lo cual era nieto por la parte paterna de san Francisco de Borja y de su esposa Leonor de Castro Mello y Meneses.
Hacia 1590, desde niño, Borja sirvió en la Corte española como menino de la emperatriz consorte María de Austria y Portugal, residente en la península desde 1582 luego de enviudar del emperador Maximiliano II de Habsburgo, y más tarde, lo fue del rey Felipe II de España.

### Cargos ostentados y honores
Felipe III le encomendó, con tan solo 20 años, misiones como embajador en Saboya, Florencia y Roma. A su vez, en 1621, el nuevo monarca Felipe IV lo incorporó como Gentilhombre de su Real Cámara y lo nombra virrey de Aragón.
Mientras desempeña el Gobierno de este Reino, contrajo matrimonio con su sobrina María Francisca Borja y Aragón, hija primogénita de su hermano mayor Francisco de Borja y Aragón, II conde de Mayalde, quien les cede el título de príncipe de Esquilache. Desempeñaría el virreinato hasta 1632. 
En 1635, a su vez, fue designado virrey de Valencia hasta que es llamado de nuevo a la Corte, cinco años después. 
Desde el 4 de junio de 1643 fue sumiller de Corps de Baltasar Carlos de Austria, príncipe de Asturias, cuando se constituyó su Casa, cesó en tal cargo al morir el príncipe tres años después. En 1649 fallecería su esposa y en 1658 su hermano, heredando de su suegro y, a la vez hermano,  el condado de Mayalde.

### Fallecimiento
Tres años más tarde, a la muerte del poderoso marqués del Carpio, el monarca le confirió el honor de ser su caballerizo mayor y sería el último de Felipe IV, falleciendo el mismo año que el Rey.